# Vladimir Kramnik
Vladimir Borisovič Kramnik [vládimir borísovič krámnik] (rusko Влади́мир Бори́сович Кра́мник), ruski šahovski velemojster, * 25. junij 1975, Tuapse, Krasnodarski kraj, Rusija.
Leta 2000 je Kramnik v Londonu v dvoboju s 16 partijami premagal Kasparova in s tem postal svetovni šahovski prvak po različici PCA, ki pa ga FIDE ni priznavala.
Od 25. septembra 2004 do 18. oktobra 2004 je v Švici potekalo Svetovno prvenstvo v klasičnem šahu. Peter Leko mu je skušal odvzeti naslov svetovnega šahovskega prvaka. Šahista sta odigrala 14 partij. Rezultat je bil 7 : 7 ob štirih odločenih partijah in desetih remijih (2+ 2- 10=). Kramnik je v zadnji, izjemno dramatični partiji, premagal izzivalca, izenačil rezultat in tako obdržal naslov. Srečal naj bi se z zmagovalcem dvoboja Gari Kasparov - Rustam Kasimdzhanov, s tem bi šahovski svet spet dobil skupnega svetovnega šahovskega prvaka (po verziji FIDE in PCA), vendar je po umiku Kasparova iz šahovskih tekmovanj ta dvoboj odpadel. Kasimdzhanov je takrat (avgust 2006) na lestvici FIDE zdrsnil na 36. mesto in tako se je s Kramnikom, ki je bil 4. na lestvici FIDE, pomeril Veselin Topalov, ki je bil prvi na lestvici FIDE in edini, ki je presegal ELO rating 2800. Kramnikov rating je bil pred dvobojem 'zgolj' 2743. V zgodovinskem dvoboju za svetovnega prvaka je zmagal Kramnik, in je tako postal absolutni šahovski prvak.